# Симабара
Симаба́ра (яп. 島原市 Симабара-си) — город, расположенный на северо-восточной оконечности полуострова Симабара, префектура Нагасаки, Кюсю, Япония. На востоке от города расположен залив Арикэ, на западе — горы Ундзэн. Город основан 1 апреля 1940 года. Площадь города составляет 82,78 км², население — 45 940 человек (1 июля 2014), плотность населения — 554,96 чел./км².
Наиболее популярными местными туристическими достопримечательностями являются замок Симабара и проходящая рядом улица Самураев. Также в Симабара находится множество японских горячих источников — онсэн. Воды, как горячей, так и холодной, так много, что она течёт прямо по улицам в небольших каналах. На первой иллюстрации можно видеть улицу Карпов, в каналах которой плавают разноцветные карпы кои.
В 1637 году в этих местах произошло Симабарское восстание.
С 19 по 23 ноября 2007 года в Симабара проходила 5 международная конференция «Города на вулканах».

## Администрация
- Адрес: 537, Уэно-мати, г. Симабара, район Кюсю, префектура Нагасаки
- Телефон: 957-63-1111
- Почтовый индекс: 855-8555

## Галерея
- Замок Симабара.
- Мэрия города Симабара
- Кормление карпов кои на одной из улиц Симабара.